# Ballana ortha
Ballana ortha är en insektsart som beskrevs av Delong 1937. Ballana ortha ingår i släktet Ballana och familjen dvärgstritar. Inga underarter finns listade i Catalogue of Life.